# جواو فيتور دا سيلفا
جواو فيتور دا سيلفا هو لاعب كرة قدم برازيلي، ولد في 15 مارس 1983 في Jardim Alegre ‏ في البرازيل. لعب مع سانتو أندريه ونادي بارانا ونادي غاما.

## وصلات خارجية
- جواو فيتور دا سيلفا على موقع قاعدة بيانات كرة القدم.إي يو (الإنجليزية)